# Руссотто, Марио
Марио Руссотто (итал. Mario Russotto; род. 23 июля 1957, Виттория, Италия) —  иерарх Римско-католической церкви — 8-й епископ Кальтаниссетты, кавалер Большого креста Священного военного константиновского ордена святого Георгия.

## Биография
Марио Руссотто родился в Виттории на Сицилии 23 июля 1957 года. Обучался в епархиальной семинарии диоцеза Рагузы. Завершил образование в Папском библейском институте со степенью лиценциата. Он был рукоположён в священники 29 июня 1981 года.
С 1981 по 1984 год служил викарием в церкви Санта-Мария-делле-Стелле в Комизо. Затем занимал пост заместителя помощника епархиального отделения Католического действия — занимался вопросами молодёжи и призваний. В 1985 году стал каноником кафедрального капитула. В 1987 году был назначен епархиальным помощником Итальянской католической университетской федерации. С 1988 до 1991 года служил епископским викарием, занимавшимся институтами посвящённой жизни. Вице-канцлер и казначей епархиальной семинарии диоцеза Кальтаниссетты. С 1991 до 1998 был главным церковным ассистентом Итальянской католической университетской федерации.
Профессор Священного Писания на богословском факультете в семинарии и Высшем институте теологии для мирян. Директор Регионального центра по подготовке духовенства на Сицилии. С 1999 года профессор Священного Писания на Папском Богословском факультете на Сицилии. В 2002 году был назначен помощником секретаря епископской конференции Сицилии и директором пастырского регионального секретариата.
Духовный отец сестёр ордена Святейшего Спасителя святой Бригитты, провёл множество библейских и богословских курсов в Скандинавии, северной Европе, США, Мексике и на Кубе.
2 августа 2003 святой папа Иоанн Павел II назначил его епископом Кальтаниссетты и апостольским администратором коллегиальной церкви в Калашибетте. Он был хиротонисан в епископа 27 сентября 2003 года в кафедральном соборе Кальтаниссетты кардиналом Сальваторе Де Джорджи.
В настоящее время в Итальянской епископской конференции является членом епископальной комиссии по делам семьи и жизни и в епископской конференции Сицилии курирует вопросы, связанные с молодёжью и институтом семьи.